# Park Maksimir
Park Maksimir – park znajdujący się w Zagrzebiu, stolicy Chorwacji. Najstarszy publiczny park w Europie Południowo-Wschodniej.

## Historia
Park założono na południowych zboczach Medvednicy, powstał na przełomie XVIII i XIX na zlecenie biskupa Maksimilijana Vrhovaca. Ogród założono w stylu francuskim, o czym świadczy układ niektórych ścieżek. Oficjalne otwarcie miało miejsce w 1794 roku. Dalsze prace wstrzymano przez oskarżenia wobec biskupa o masonerię i współpracę z węgierskimi jakobinami. Po śmierci Vrhovaca w 1827 budowę parku kontynuowali jego następcy, Aleksandar Alagović i Juraj Haulík Váralyai, którzy porzucili pierwotną koncepcję ogrodu. Głównym projektantem został Michael Sebastian Riedl, pawilony zaprojektował Franz Schücht. Ogród francuski przekształcono w romantyczny ogród angielski. W 1839 nazwę obiektu zmieniono na park Jurjaves, oryginalną nazwę Maksimir przywrócono po śmierci abpa Haulíka. W 1925 na terenie parku założono ogród zoologiczny.

## Przyroda
W parku dominują dęby szypułkowe i graby pospolite. Prócz tego występuje tutaj olsza czarna, wierzba biała, jesion wyniosły, wiąz pospolity, topola biała, lipa drobnolistna, dąb bezszypułkowy, dąb burgundzki, kasztan jadalny, czeremcha zwyczajna czy leszczyna pospolita. 
Park jest siedliskiem wielu gatunków ssaków, m.in. wiewiórek, norek, lisów czy nietoperzy. Zanotowano tutaj występowanie 104 gatunków ptaków, m.in. dzięcioła średniego czy kaczek krzyżówek. Spośród płazów w ogrodzie występuje np. ropucha szara czy salamandra plamista.